# クラリェヴォ
クラリェヴォ（セルビア語:  Kraljevo/ Краљево, 発音: [krǎːʎɛʋɔ])は、セルビアにある都市および基礎自治体で、イバル川河畔にあり西モラヴァ川との合流地点から西に7kmの場所に位置する。南側のストロヴィ山(Stolovi/Столови)と北側のコトレニク山(Kotlenik/Котленик)の間の盆地に位置している。2011年現在の人口は基礎自体全域で124,554人、市街で63,030人で、ラシュカ郡の行政的な中心都市となっている。ユーゴスラビア時代の1991年当時クラリェヴォは人口80,559人程度であったがコソボから逃れた難民が約18,500人やって来たことにより、クラリェヴォの都市部での人口は今日10万人近くになっている。2010年11月3日にマグニチュード5.4の地震が発生し建物に大きな被害が発生し2名が犠牲となっている。

## 都市名
クラリェヴォは、以前はルドポリェ(Rudo Polje /Рудо Поље)、カラノヴァツ(Karanovac/Карановац)、ランコヴィチェヴォ(Rankovićevo/Ранковићево)の名で知られ後に現在の名であるクラリェヴォとなった。クラリェヴォは「王の町」の意味で19世紀に入ってからのことでミラン1世以来のことである。

## 歴史
クラリェヴォでもっとも注目されるのはジツァ修道院(Žiča)に属する戴冠を行う教会である。クラリャヴォの紋章が示すようにここでは、7人の王が戴冠を行っている。教会はビザンティン建築様式で一部は修復されている。メインとなる塔は1210年以来のものでセルビアの大主教サワにより設立された。著名なストゥデニツァ修道院はクラリェヴォの南西39kmの山の上に建ち、イバール川の支流であるストゥデニツァ川を見下ろしている。この修道院は中世セルビア王国の建国者であった、ステファン・ネマニャにより1190年に設立されたものである。後年、ストゥデニツァ修道院はオスマン帝国の攻撃に度々さらされることになった。

## 地区
Adrani,Banjevac,Bapsko Polje,Bare,Bogutovac,Bojanići,Borovo,Bresnik,Brezna,Brezova,Bukovica,Bzovik,Cerje,Čibukovac,Čukojevac,Cvetke
Đakovo,Dedevci,Dolac (Kraljevo),Dragosinjci,Drakčići,Dražiniće,Drlupa,Gledić,Godačica,Gokčanica,Grdica,Jarčujak
Kamenica,Kamenjani.Konarevo,Kovači,Kovanluk,Lađevci,Lazac,Leševo,Lopatnica,Lozno,Maglič,Mataruge,Mataruška,Banja
Međurečje,Meljanica,Metikoš,Milakovac,Milavčići,Miliće,Miločaj,Mlanča,Mrsać,Musina Reka,Obrva.Oplanići,Orlja Glava,Pečenog,Pekčanica,Petropolje.Plana,Polumir,Popovići,Predole.Progorelica,Ratina,Ravanica,Reka,Ribnica,Roćevići,Rudnjak,Rudno,Samaila,Savovo
Sibnica,Sirča,Stanča,Stubal,Šumarice,Tadenje,Tavnik,Tepeče,Tolišnica,Trgovište.Ušće,Vitanovac,Vitkovac,Vrba.Vrdila,Vrh,Zaklopača,Zakuta,Zamčanje,Zasad,Žiča

## 姉妹都市
- サント＝フォワ＝レ＝リヨン, フランス
- ゼンデンホルスト, ドイツ
- アーレン, ドイツ
- ロード, イスラエル
- ジェロナ・グラ, ポーランド
- マリボル, スロベニア